# Kąty (województwo podkarpackie)
Kąty – wieś w Polsce położona w województwie podkarpackim, w powiecie jasielskim, w gminie Nowy Żmigród.
W latach 1954–1972 wieś należała i była siedzibą władz gromady Kąty. W latach 1975–1998 miejscowość administracyjnie należała do województwa krośnieńskiego.
Miejscowość jest siedzibą parafii Matki Bożej Królowej Polski, należącej do dekanatu Nowy Żmigród, diecezji rzeszowskiej.
W miejscowości i jej okolicy kręcony był teledysk do utwory Sławomira - "Ty mała znów zarosłaś".

## Części wsi
| SIMC    | Nazwa      | Rodzaj    |
| ------- | ---------- | --------- |
| 0357021 | Dolne Kąty | część wsi |
| 0357038 | Górki      | część wsi |
| 0357044 | Podpagórek | część wsi |
| 0357050 | Wola       | część wsi |
| 0357067 | Wygoda     | część wsi |
| 0357073 | Zagrody    | część wsi |
| 0357080 | Zarszyn    | część wsi |

## Góra Grzywacka
Nad miejscowością wznosi się Grzywacka Góra, a na niej krzyż milenijny wraz z platformą widokową.

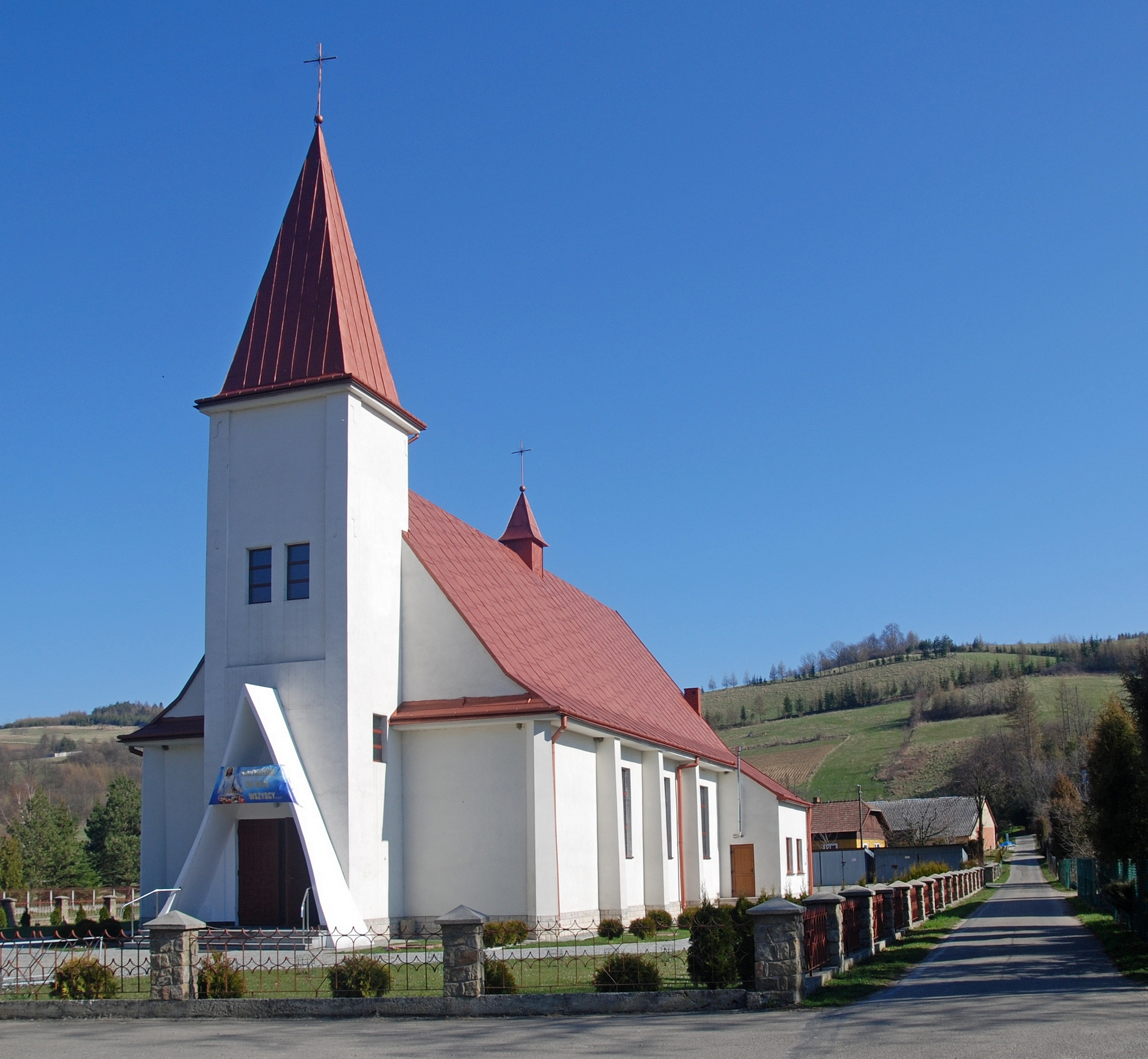
Kościół parafialny
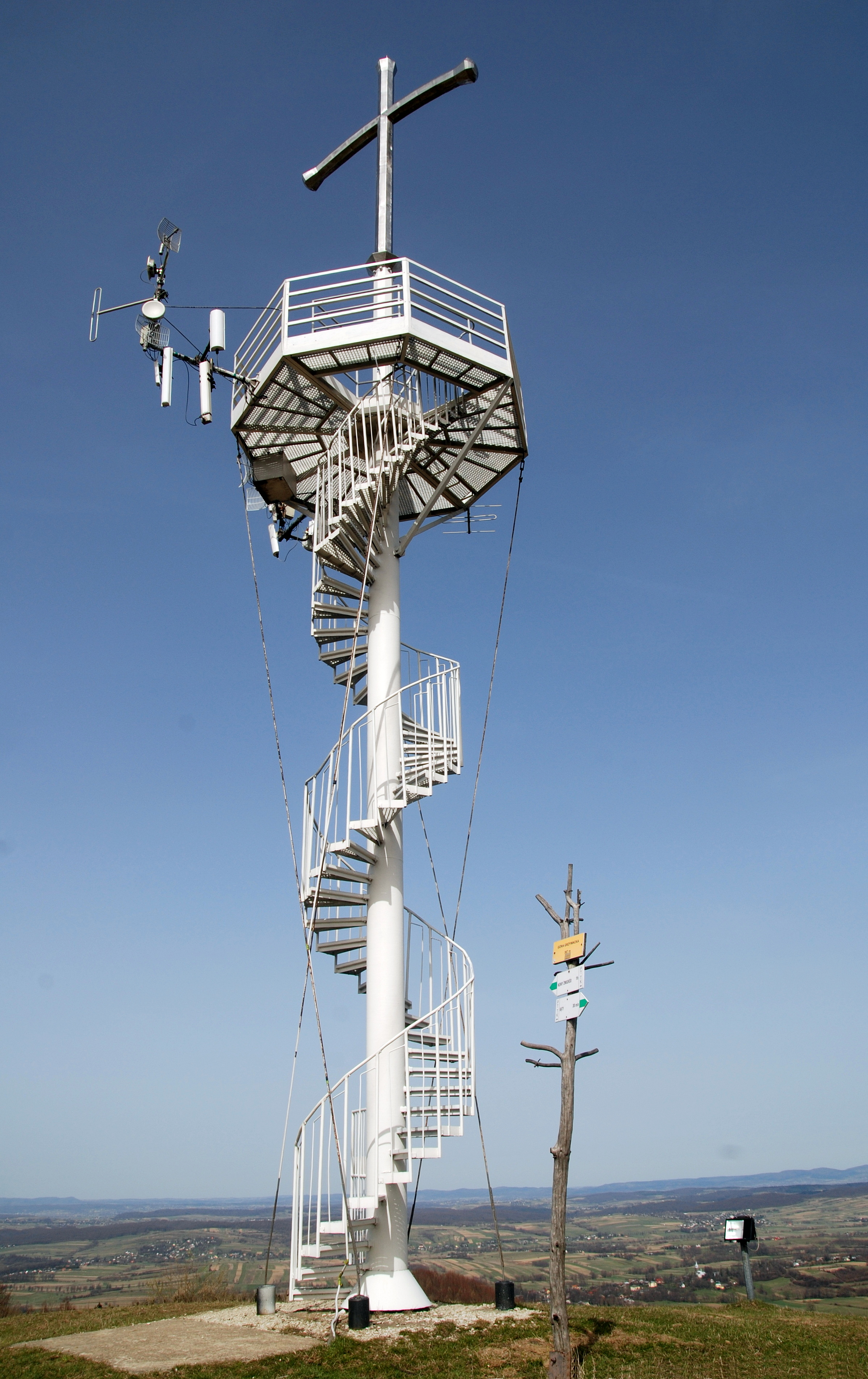
Góra Grzywacka: wieża widokowa z krzyżem milenijnym
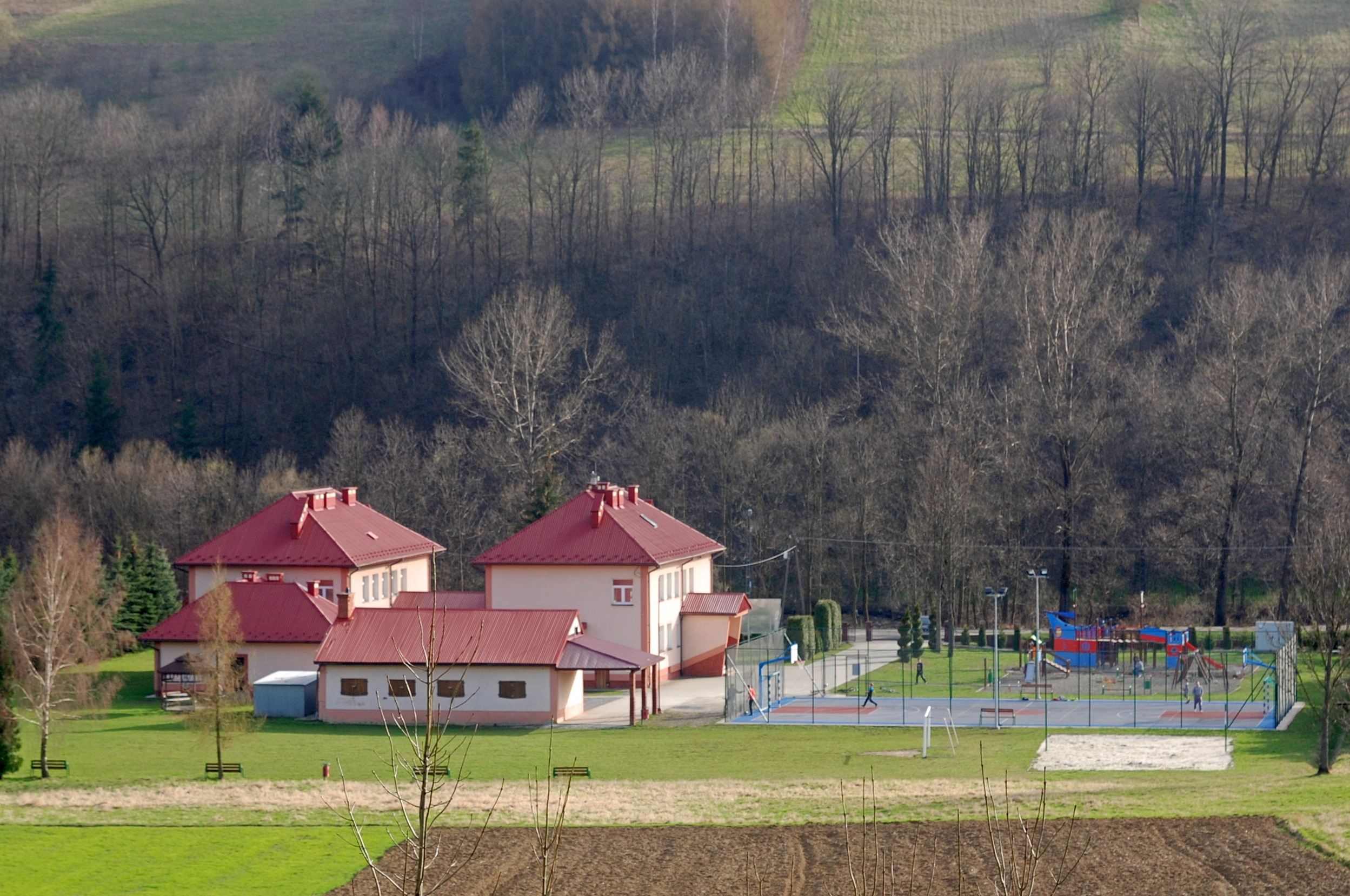
Szkoła

## Szlaki piesze
- Kamień (714 m n.p.m.) – Kąty – Grzywacka Góra (567 m n.p.m.) – Łysa Góra (641 m n.p.m.) – Polana (651 m n.p.m.) – Chyrowa – Pustelnia Św. Jana z Dukli (Główny Szlak Beskidzki)
- Nowy Żmigród – Grzywacka Góra (567 m n.p.m.) – Kąty – Kamień (714 m n.p.m.) – Krempna